# Alyogyne huegelii
Alyogyne huegelii là một loài thực vật có hoa trong họ Cẩm quỳ. Loài này được (Endl.) Fryxell mô tả khoa học đầu tiên năm 1968.